# Brecqhou

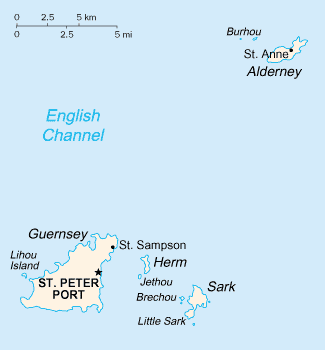
Brecqhou în arhipelagul Guernsey

Brecqhou (sau Brechou) este una dintre Insulele Canalului aflată în vestul insulei Sark. Are o suprafață de aproximativ 80 hectare. Este o feudă a insulei Sark (lucru contestat de actualii locatari) care la rândul ei aparține Bailiwick-ului Guernsey.

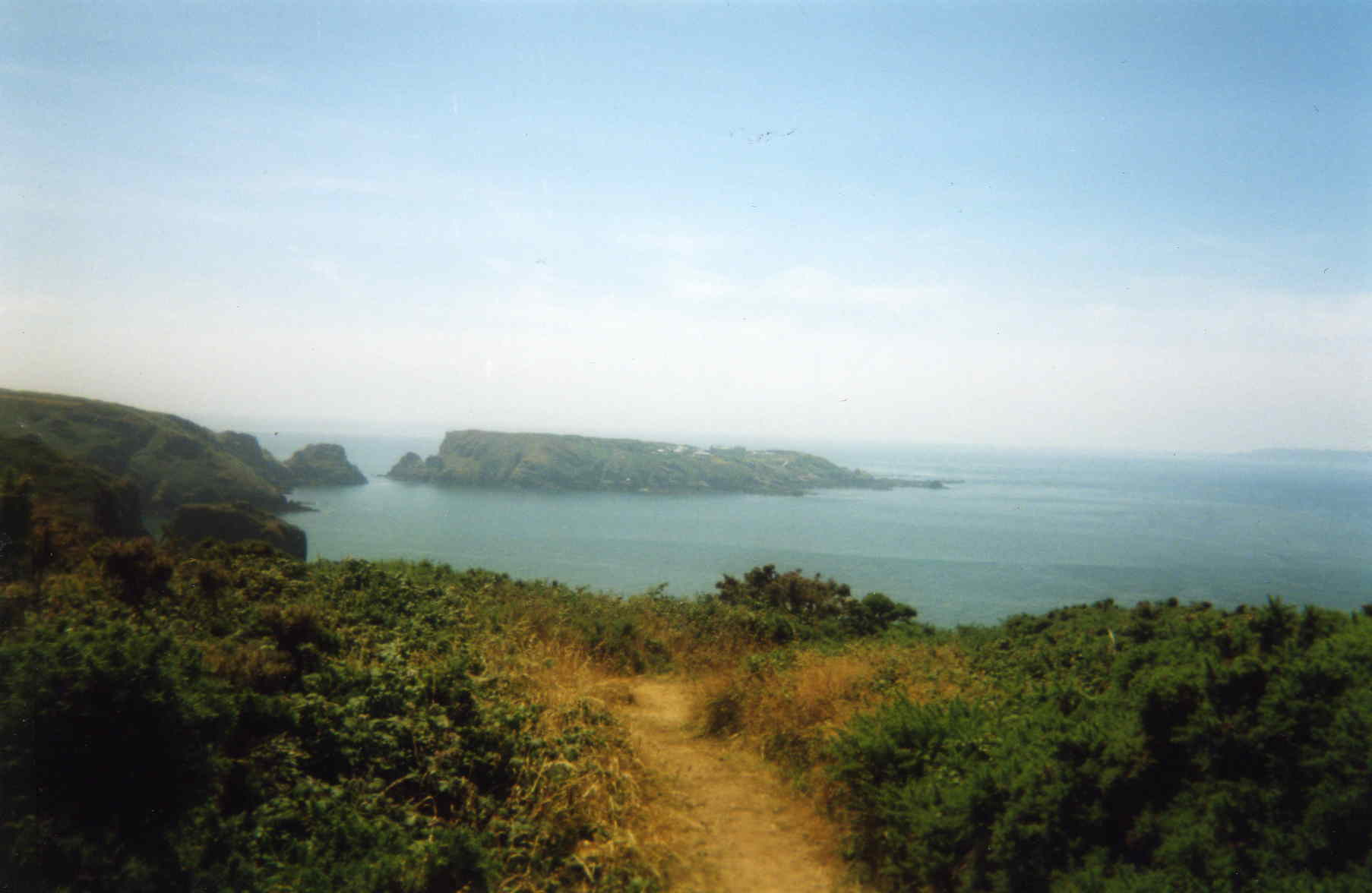
Brecqhou, din nordul insulei Sark

Insula este separată de Sark printr-un strâmtoare îngustă (Le Goulliot Passage) care poate fi traversată de ambarcațiuni în perioada mareelor înalte.
Originea numelui este următoarea:: -hou este un sufix des întâlnit de-a lungul coastelor normande ce provine din limba Norse holm și înseamnă insulă mică; iar brekka înseamnă stâncă.
Din 1993 locuitorii insulei sunt frații gemeni Barclay, oameni de afaceri britanici, proprietari ai ziarelor The Daily Telegraph și The Scotsman. David Barclay este conform legii din Sark tenant-ul proprietății și astfel posesorul unui loc în parlamentul insulei Sark. De la achiziția insulei de către aceștia, frații Barclay se află într-o serie de dispute cu guvernul din Sark și au încercat să dobândească autonomia insulei. Sunt proprietari de mașini pe insulă și de asemenea circulă cu elicopterul, ambele fiind mijloace de transport interzise de legile din Sark.

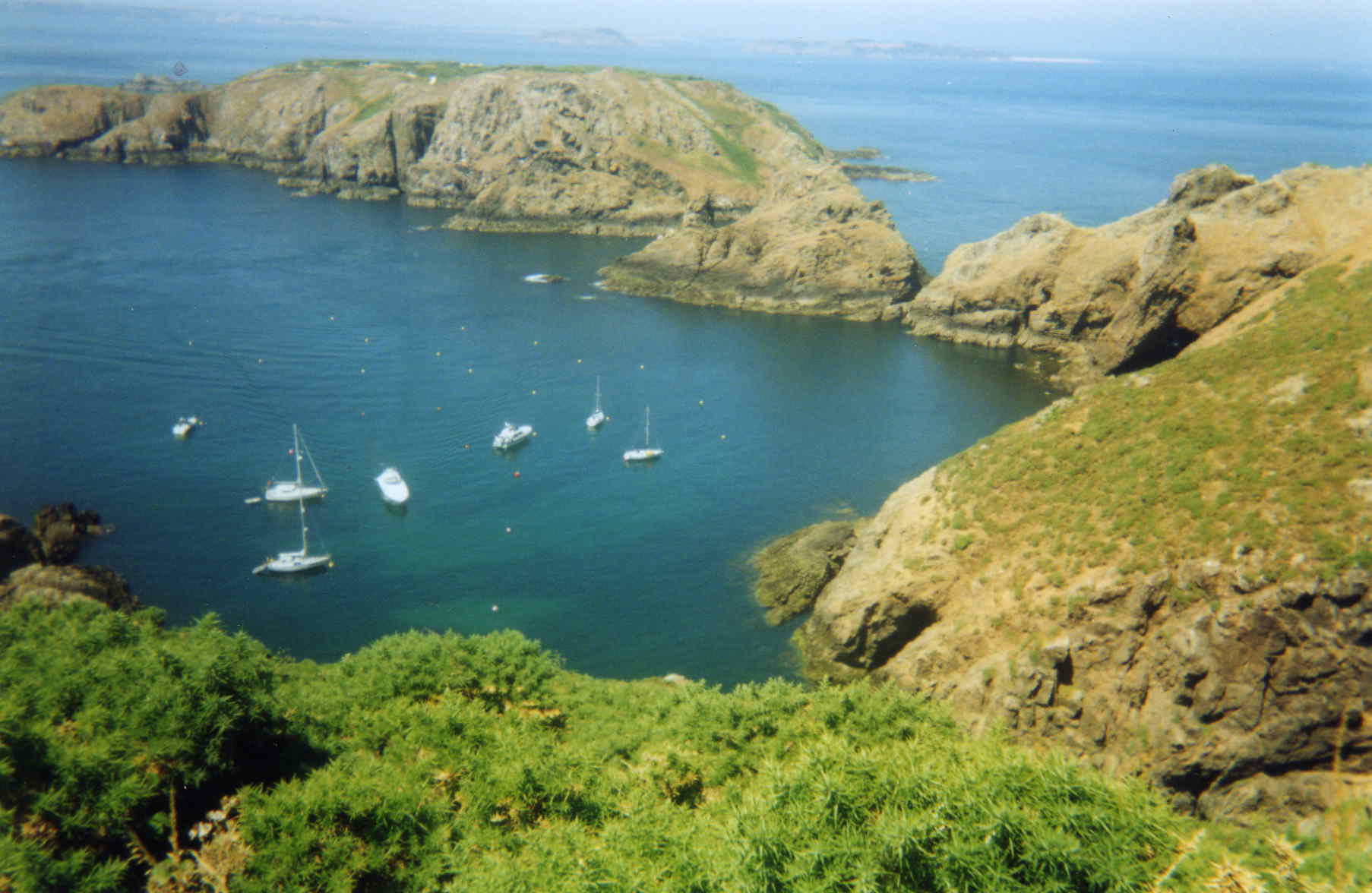
Brecqhou, din sud est

## Timbre
Fostul locatar, Leonard Joseph Matchan, a creat un steag al insulei, care însă nu mai este utilizat de la decesul acestuia în 1987. În 1969 acesta a emis și o serie de timbre, lucru reluat de actualii locatari anual din 1999.